# VectorWorks

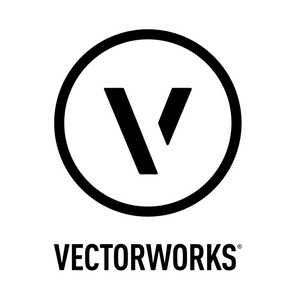
Logo VectorWorks

VectorWorks jest w pełni trójwymiarowym programem CAD rozwijanym przez firmę Nemetschek North America.